# Kuripan Baru
Kuripan Baru is een bestuurslaag in het regentschap Muara Enim van de provincie Zuid-Sumatra, Indonesië. Kuripan Baru telt 746 inwoners (volkstelling 2010).